# Rade des Basques

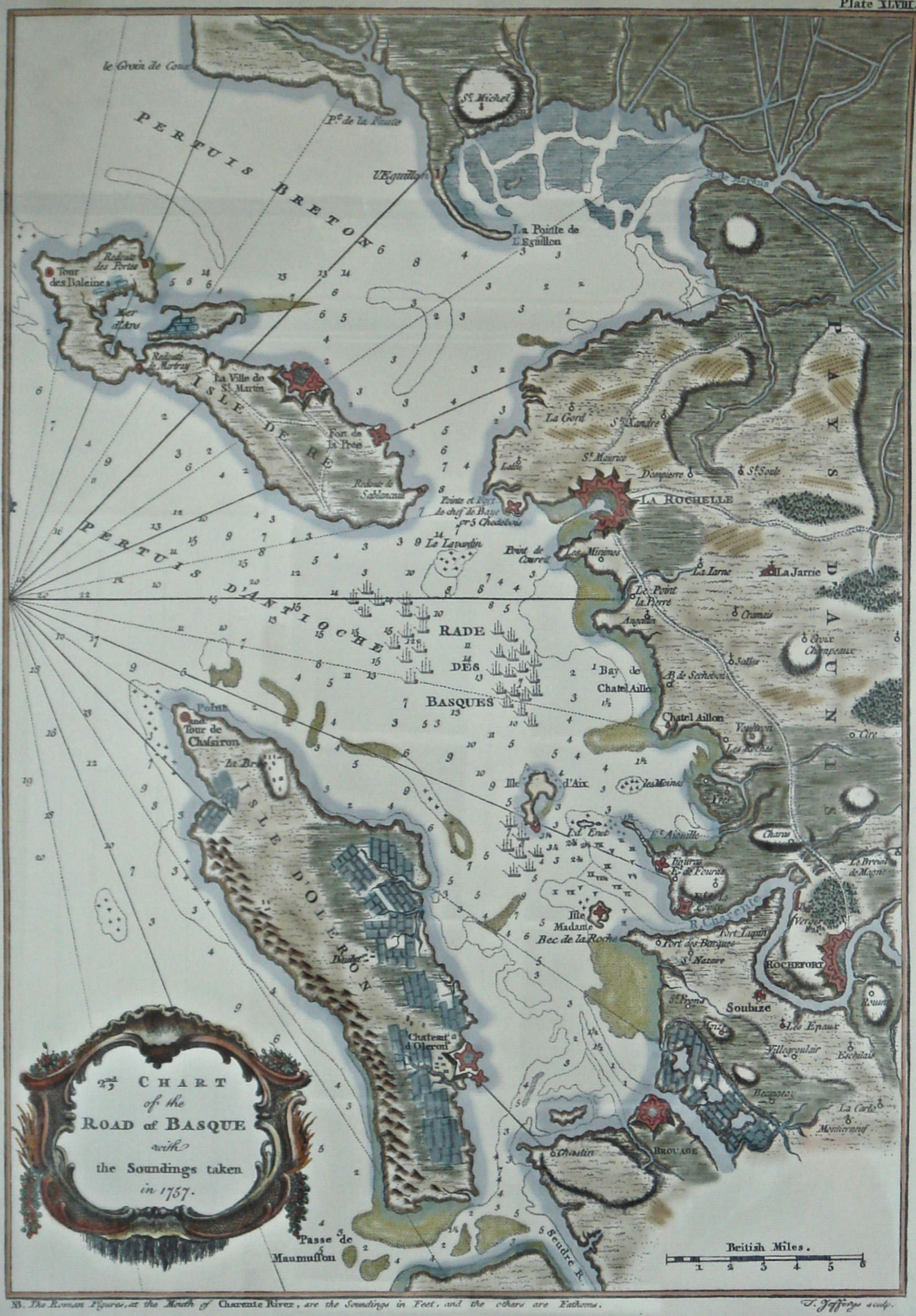
Carte britannique de la rade des Basques, 1757.

La rade des Basques est une baie abritée, située dans le Golfe de Gascogne dans le département de la Charente-Maritime en France, bordée par l'île d'Oléron à l'ouest , l'île de Ré au nord et l'île d'Aix au sud. Le port de La Rochelle se situe à l'extrémité nord-est de la baie, et la ville de Rochefort est située à proximité de l'embouchure de la Charente au sud.
Elle est célèbre sous son appellation anglaise pour avoir abrité une bataille navale entre les flottes de France et du Royaume-Uni en 1809, à la bataille de l'île d'Aix. Elle est également le théâtre de l'attaque britannique sur Rochefort en 1757 pendant la guerre de Sept Ans.

## Sources et bibliographie
- (en) Cet article est partiellement ou en totalité issu de l’article de Wikipédia en anglais intitulé « Basque Roads » (voir la liste des auteurs).
- (en) « Rade des Basques », dans The Nuttall Encyclopædia, 1900 [détail de l’édition]